# التدخل الاجتماعي
التدخل الاجتماعي هو إجراء ينطوي على تدخل حكومة أو منظمة في الشؤون الاجتماعية. ويمكن أن تشمل هذه السياسات تقديم الأعمال الخيرية أو الرعاية الاجتماعية كوسيلة للتخفيف من حدة المشكلات الاجتماعية والاقتصادية للأشخاص الذين يواجهون صعوبات مالية؛ تقوم بتوفير الرعاية الصحية التعليم؛ وتوفير لوائح السلامة للاستخدام والمنتجات؛ إيصال المعونة الغذائية أو مصارف الأغذية أو بعثات الإنعاش إلى المناطق أو البلدان المتضررة سلبًا من حدثٍ ما؛ برامج التبني؛ الحفاظ على التنوع البيولوجي الطبيعي وحمايته؛ تأمين حقوق العمال من خلال التدرج في المؤسسات والتعليم الخاص والنقابات؛ دعم برامج الرعاية الصحية للمرأة؛ تحسين فرص التعليم والمصدر المفتوح والوصول المفتوح؛ توحيد الدخل الأساسي وتعويضات التأمين.
وصف النقاد بعض سياسات التدخل الاجتماعي بأنها سلطوية اجتماعية بسبب وجهات النظر التي ترى أن هذه السياسات تنتهك الحرية الفردية أو حقوق الإنسان. وتشمل هذه السياسات التجنيد الإجباري؛ الإجهاض القسري من قبل الدولة كما هو الحال في سياسة الطفل الواحد في الصين أو حظر الإجهاض وتحديد النسل؛ حظر الجمعيات والمنظمات؛ برامج التعقيم القسري؛ الإيداع الإلزامي في المؤسسات للأشخاص ذوي الإعاقة العقلية أو البدنية؛ حظر المخدرات؛ حظر العلاقات المثلية؛ سياسات الفصل العنصري؛ التمييز الذي ترعاه الدولة أو اضطهاد الناس على أساس السن أو الهوية الثقافية أو العرق أو الجنس أو الأشخاص الذين يعانون من إعاقات عقلية أو بدنية أو العرق أو الوضع الاجتماعي أو الانتماء السياسي أو الدين أو التوجه الجنسي. وينشأ هذا الانتقاد أيضًا عن اللجوء إلى التدخل الاجتماعي من جانب الحكومات الاستبدادية أو الشمولية كما هو الحال في الاتحاد السوفياتي وإيطاليا الفاشية وألمانيا النازية.